# Goswin III Kettler zu Hövestadt

Wapen Kettler Neu Assen

Goswin III Kettler zu Hövestadt (1550-1610) was een zoon van Diederik Kettler zu Hovestadt, (1520-1585) en Hedwig van Wylich (1525-1560).

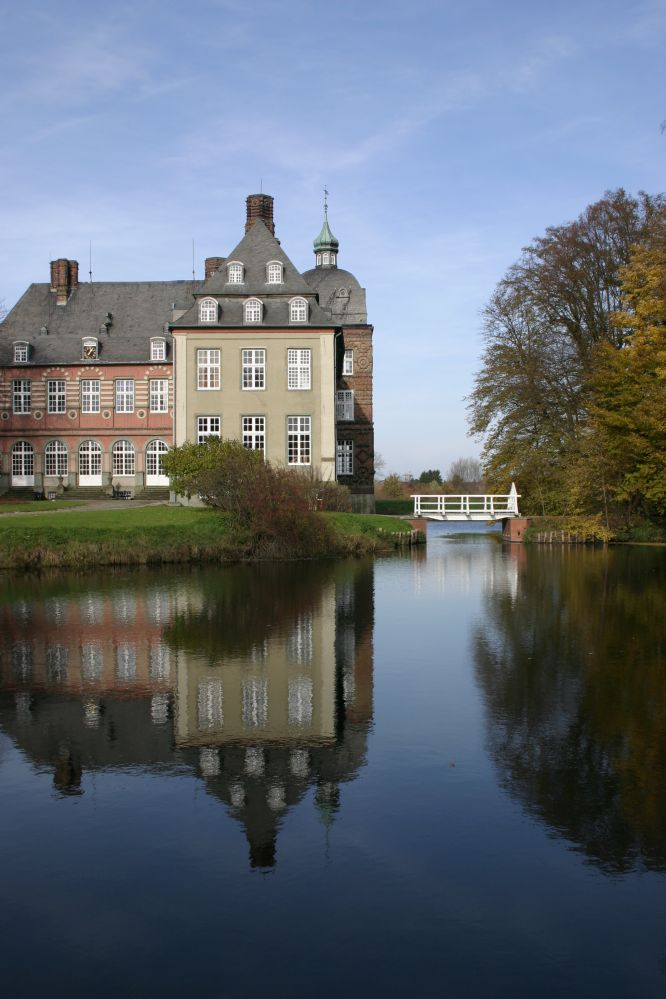
Slot Hovestadt (2005)

In erfopvolging werd hij na het overlijden van zijn vader in 1585 heer van Hovestadt. Goswin von Ketteler, zoals hij ook genoemd werd, liet daarna huis Hovestadt ombouwen tot een waterslot.
Hij trouwde in 1580 met Sybille van Grimbergen (1560-). Zij was een dochter van Diederik van Grimbergen, heer van Altenbochum en Elisabeth van Frydag. Uit zijn huwelijk werd geboren:
- Hedwig Kettler (1589-). Zij trouwde met Schelto von Frydag zu Buddenburg (1580-1640) vanaf 1615 tot 1640 heer van Buddenburg. Een nazaat uit haar huwelijk is Johan Adriaan baron van Frydagh (1796-1857), lid van de Provinciale Staten van Overijssel van 1839 tot 1850, die getrouwd was met Gesina Johanna Kantelaar (Amsterdam, 8 april 1795 - Dalfsen, 2 augustus 1859). Zij was een dochter van Jacobus Kantelaar (1759-1821) en Anna Gesina Reisig (1769-1821).
- Odilia Kettler zu Neu-Assen erfvrouwe van Assen, Hövestadt en Heidemühlen (1610 - 15 februari 1670). Zij trouwde in 1632 met Godfried von Heyden.

Goswin maakte het mogelijk dat enkele leden van zijn schoonfamilie (de familie van Altenbochum uit het huis Grimbergen uit de graafschap Mark in Westfalen) een betrekking konden krijgen bij o.a. zijn neef Godhard Kettler (1517-1587), de eerste hertog van Koerland en Semgallen. Een aantal van deze emigreerde in de 15e eeuw naar Koerland. Ursula Katharina von Altenbochum (25 november 1680 - Dresden, 4 mei 1743) werd een maîtresse van de Poolse koning August de Sterke, keurvorst van Saksen en grootvorst van Litouwen. Voor haar inspanningen werd zij beloond met de titel vorstin van Teschen. Uit hun relatie werd Johann Georg van Saksen (1704-1774) geboren, die zonder nageslacht overleed. De tak Altenbochum-Koerland stierf uit in het jaar 1834.